# پلیزنت هیلز (اوهایو)
پلیزنت هیلز (به انگلیسی: Pleasant Hills) یک منطقهٔ مسکونی در ایالات متحده آمریکا است که در شهرستان همیلتون، اوهایو واقع شده‌است. پلیزنت هیلز ۰٫۹ کیلومتر مربع مساحت و ۶۰۶ نفر جمعیت دارد و ۲۴۰٫۷۹ متر بالاتر از سطح دریا واقع شده‌است.